# Jessea
Jessea es un género de plantas fanerógamas perteneciente a la familia de las asteráceas.  Comprende cuatro especies descritas y  aceptadas.

## Taxonomía
El género fue descrito por H.Rob et Cuatrec. y publicado en Novon 4(1): 49. 1994. La especie tipo es Jessea multivenia (Benth. ex Benth.) H.Rob. & Cuatrec
Etimología
Jessea: nombre genérico otorgado en honor del botánico Jesse More Greenman (1867-1951), del Missouri Botanical Garden.

## Especies aceptadas
A continuación se brinda un listado de las especies del género Jessea aceptadas hasta julio de 2012, ordenadas alfabéticamente. Para cada una se indica el nombre binomial seguido del autor, abreviado según las convenciones y usos.
- Jessea cooperi (Greenm.) H.Rob. & Cuatrec.
- Jessea gunillae B.Nord.
- Jessea megaphylla (Greenm.) H.Rob. & Cuatrec.
- Jessea multivenia (Benth. ex Benth.) H.Rob. & Cuatrec